# Mitáta
Mitáta, en grec moderne : Μητάτα, est un village de l'île de Cythère, en Grèce.
Selon le recensement de 2011, la population du village compte 73 habitants.